# Syston (Leicestershire)
Syston is een civil parish in het bestuurlijke gebied Charnwood (borough), in het Engelse graafschap Leicestershire met 12.804 inwoners.

## Geboren
- Luke Thomas (10 juni 2001), voetballer

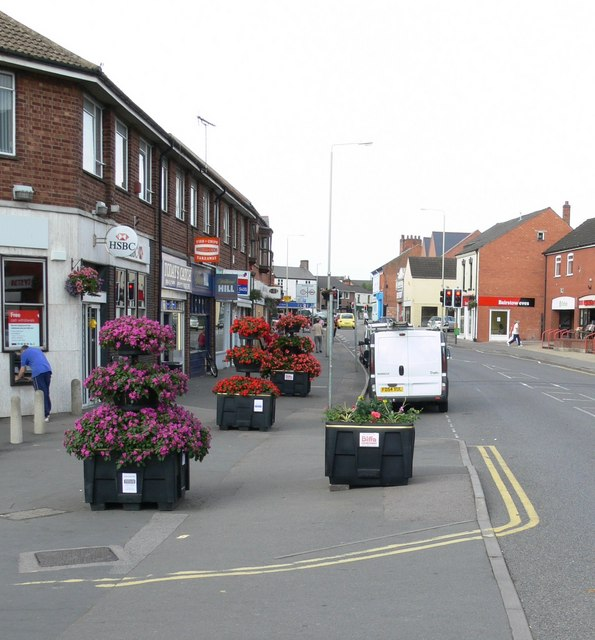
Melton Road
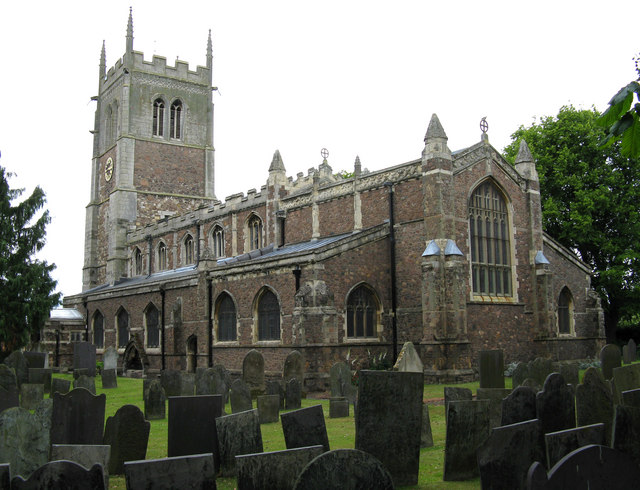
Parochiekerk van St. Petrus en St. Paulus